# Monumento Europa-Asia

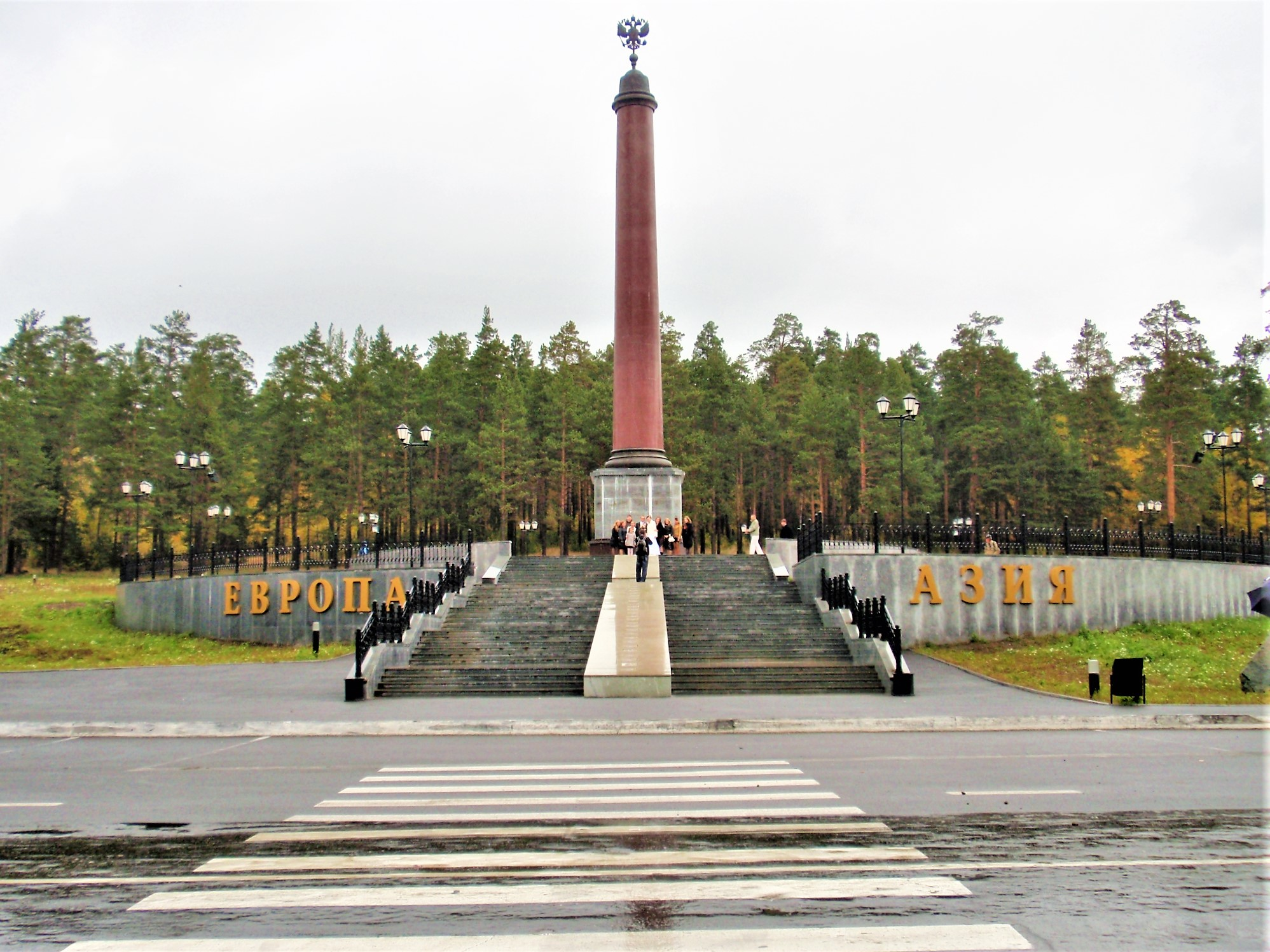
El monumento Europa-Asia cerca de Pervouralsk

El Monumento Europa-Asia o Monumento de Eurasia (en ruso: Монумент Европа-Азия o Монумент Евразия) es una columna monumental ubicada 40 km al oeste de la ciudad de Ekaterimburgo (Rusia), en los montes Urales, y que indica el límite entre Asia y Europa. Este monumento es el mayor y más importante de su tipo a lo largo de los Urales.

## Ubicación
El monumento se encuentra 5 km al sudeste de la ciudad de Pervouralsk, en el óblast de Sverdlovsk. Está emplazado en la ladera sur de la colina Beriozov -colina del abedul- (413 m), junto a la carretera que une Pervouralsk con Ekaterimburgo.

## Historia
El monumento fue inaugurado en 1837 por el príncipe Alejandro en el sitio donde según las investigaciones del geógrafo ruso Vasili Tatíshchev, basados en el trabajo del también geógrafo sueco Strahlenberg, se calculó que tenía que pasar el límite entre los dos continentes.
Este primer monumento, una pirámide cuadrangular tallada en madera coronada por una estela con el escudo de armas imperial, fue remplazado por otro en 1873, la misma pirámide pero en mármol negro y con un podio de piedra. Este último quedó destruido tras la Revolución, y fue reconstruido en 1926. En junio de 2008 se inauguró el monumento actual, una columna de mármol rojo en el centro de una amplia explanada. Una copia del monumento anterior puede apreciarse en un sitio cercano.

## Descripción
Se trata de una amplia explanada circular junto a la carretera, desde la que se accede a través de una escalinata. El centro de la explanada lo constituye una columna de 30 m de altura, en mármol rojo, apoyada en un podio de concreto y coronada por una escultura del águila bicéfala rusa en bronce. El modelo usado para su diseño fue la Columna de Alejandro de la ciudad de San Petersburgo.
En las paredes sobre las que se levanta la explanada se pueden ver inscritas con grandes letras doradas las palabras "Азия" (Asia), al este, y "Европа" (Europa), al oeste. A los pies de la explanada se encuentra en una lápida la inscripción que se reproduce a continuación (abajo su traducción al español):

Географический знак “Европа-Азия” установлен в 1837 году на склоне горы Березовой (413 м), самом высоком месте Сибирского тракта, пересекающего Уралские горы с запада на восток.
Уральский хрeбет - это главный водораздел естественная граница между двумя частями света, научно обоснованная в начале ХVII века русским историком и географом В.Н. Татищевым.
Hito geográfico de Europa y Asia establecido en 1837 a los pies de la colina Berezov (413 m), el punto más alto de la ruta de Siberia, cruzado por los montes Urales de este a oeste.
Los montes Urales son la línea principal de la frontera natural entre estas dos partes del mundo, con base científica de principios del siglo XVII por el historiador y geógrafo ruso V.N. Tatishchev.

Desde su inauguración, en junio de 2008, el monumento se ha convertido en un punto de atracción de turistas y de numerosas parejas de recién casados que tienen por costumbre hacerse las fotos de su boda con el monumento como fondo.